# Chirostenotes
Chirostenotes, som på grekiska betyder ungefär "smal hand", var ett släkte fågelliknande dinosaurier som levde i Kanada i slutet av tidsperioden krita, det vill säga för cirka 80 - 67 miljoner år sedan. Chirostenotes var släkt med oviraptoiderna, och tros ha varit en köttätare eller allätare som levt på ödlor, fisk, ägg och växter. Det har ansetts att Macrophalangia är samma djur som Chirostenotes.

## Beskrivning

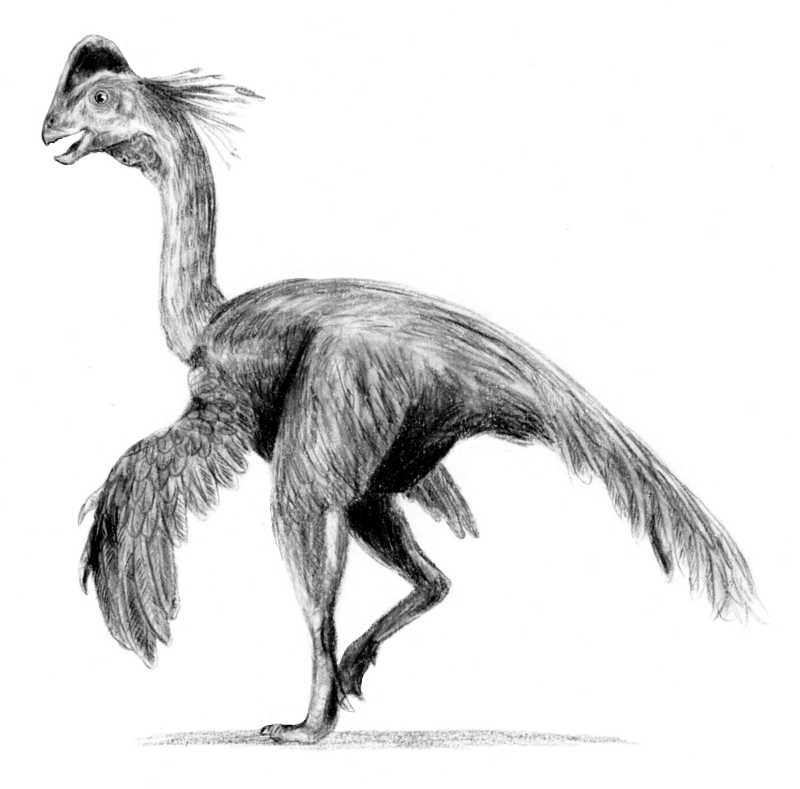
En konstnärs återgivning av Chirostenotes pergracilis

Chirostenotes blev 1, 7 - 2, 3 meter lång och vägde troligen cirka 35 kilo. Den påminde på många sätt om en bisarr fågel. Liksom andra theropoder gick den på bakbenen, vilka var långa. Kroppen var lättviktig, vilket tyder på att Chirostenotes var ett kvickt djur. Armarna och händerna var slanka med krökta klor som dinosaurien kunde gripa om saker med. Skallen var väldigt typisk för en oviraptoid: munnen var tandlös och bildade en näbb som Chirostenotes kunde bita sönder födan med, och uppe på huvudet hade den en kam av ben som kan ha använts för uppvisning. Chirostenotes svans var kort.